# Drusilla (Schwester des Caligula)

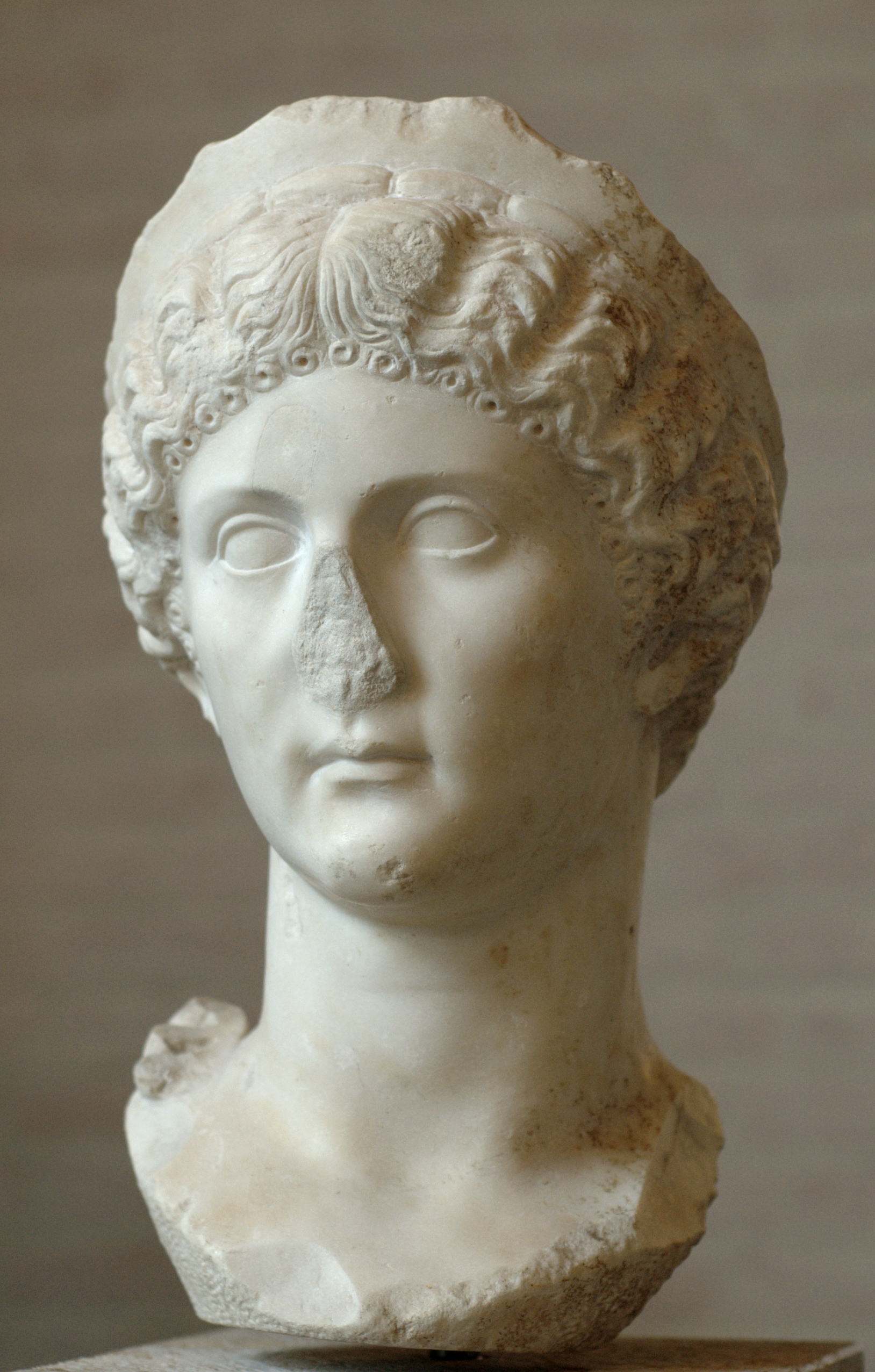
Drusilla (?), Münchner Glyptothek (Inv. 316)

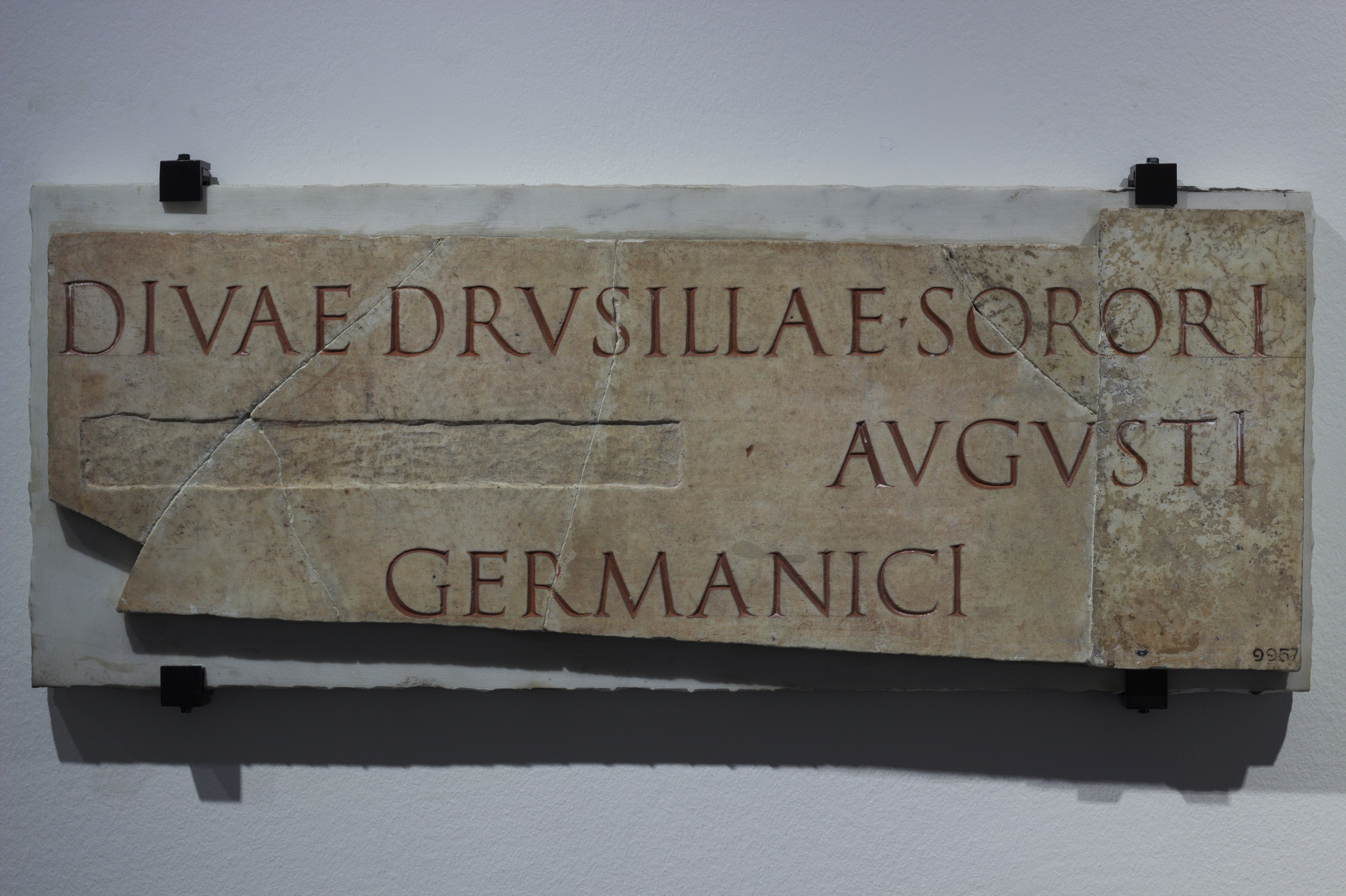
Inschrift zu Ehren der vergöttlichten Drusilla; der Name Caligulas wurde nach seiner Damnatio memoriae aus der Inschrift ausgemeißelt

Iulia Drusilla (meist nur Drusilla; * 16 bei Confluentes (heute Koblenz); † 10. Juni 38) war als Schwester des Kaisers Caligula römische Kaiserin und Angehörige der iulisch-claudischen Dynastie. 
Drusilla wurde als zweite Tochter des Feldherrn Germanicus und der älteren Agrippina in Abitarvium geboren, einem Ort oberhalb des antiken Confluentes, heute Koblenz. Robert Bodewig nahm an, dass der vicus Ambitarvius supra Confluentes mit dem provinzialrömischen Vicus im heutigen Koblenzer Stadtwald zu identifizieren ist.
Ihre Erziehung wurde von der Großmutter Antonia geleitet. Sie war seit 33 mit Lucius Cassius Longinus verheiratet, ließ sich aber, vermutlich 37, von ihm scheiden. Nach ihrer Scheidung heiratete sie im Jahr 38 ihren Cousin Marcus Aemilius Lepidus, einen der engsten Freunde ihres Bruders Caligula.
Caligula schätzte alle seine drei Schwestern – Drusilla, Agrippina und Livilla – sehr hoch, aber Drusilla war seine Lieblingsschwester. Er präsentierte sie in der Öffentlichkeit wie seine Ehefrau, und sie scheint auch sonst eine große Macht am kaiserlichen Hof ausgeübt zu haben. Caligula ließ Drusilla und ihre beiden Schwestern oft auf Münzen abbilden, ein Novum in der römischen Geldpolitik. Drusilla wurde sogar mit der Göttin Venus gleichgesetzt. Caligulas Wertschätzung für seine Schwester ging so weit, dass ihm eine sexuelle Beziehung zu ihr und ihren Schwestern nachgesagt wurde.
So bedeutete auch der plötzliche Tod Drusillas im Jahr 38 n. Chr. für den Kaiser einen schweren psychischen Schock. Er erhob sie zur Göttin und ließ ihr auch sonst Ehren zuteilwerden, die sonst nur einem männlichen Kaiser gebührten. Caligula benannte sogar seine einzige Tochter Iulia Drusilla nach seiner Schwester.